# 贝通库尔
贝通库尔（法語：Bettoncourt，法語發音：[bɛtɔ̃kuʁ] ⓘ）是法国大東部大區孚日省的一个市镇，属于埃皮纳勒区。

## 地理
贝通库尔（48°20'56"N, 6°9'41"E）面积3.18 平方千米，位于法国大東部大區孚日省，该省份为法国东北部内陆省份，北起默兹省和默尔特-摩泽尔省，西接上马恩省，南至上索恩省和贝尔福地区省，东临上莱茵省和下莱茵省。
与贝通库尔接壤的市镇（或旧市镇、城区）包括：马济罗、马东河畔沃梅库尔、昂巴库尔、绍夫库尔、日尔库尔-莱维耶维尔。

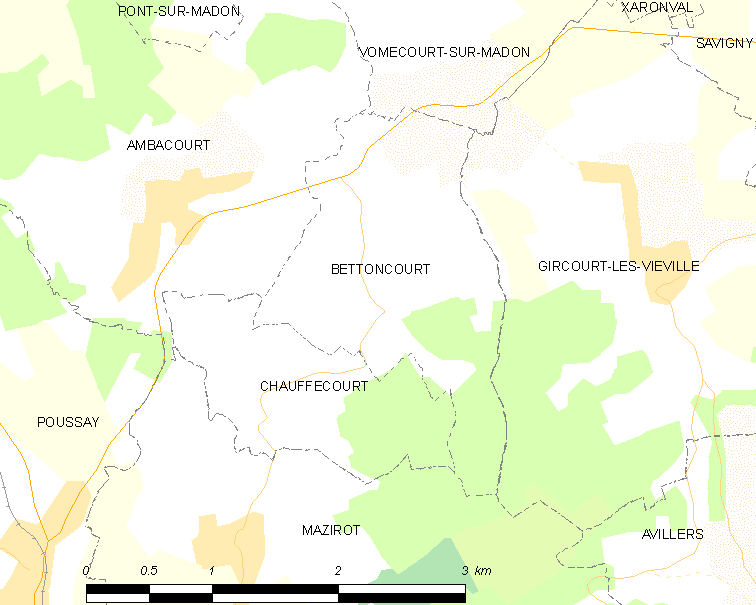
贝通库尔的OSM定位图

贝通库尔的时区为UTC+01:00、UTC+02:00（夏令时）。

## 行政
贝通库尔的邮政编码为88500，INSEE市镇编码为88056。

## 政治
贝通库尔所属的省级选区为沙尔姆县。

## 人口

1962-2008年间贝通库尔人口变化图示

贝通库尔于2022年1月1日时的人口数量为91人。